# Quispe Sisa
Quispe Sisa (veraltet: Quispe Çiça; * um 1518; † um 1570 in Lima) wurde von den Spaniern als Ynes Huaylas Yupanqui (modernisierte Schreibweise: Inés) getauft und war eine Tochter des letzten unumstrittenen Inka-Königs Huayna Cápac. Sie wurde von Atahualpa, ihrem Halbbruder, als dieser in Gefangenschaft der Spanier saß, an Francisco Pizarro übergeben, um den Konquistador zu beschwichtigen. Doña Inés Yupanqui, wie sie fortan genannt wurde, bekam zwei Kinder von Pizarro. Weil Pizarro sie nicht heiratete, wurde sie mit Francisco de Ampuero vermählt, einem seiner Pagen. Mit diesem lebte sie im frühen kolonialen Lima. Durch ihre Herkunft und Abstammung sowie durch die Nähe zur spanischen Oberschicht wurde sie zur vielleicht bedeutendsten Frau des frühen Kolonialreiches in Peru.

## Vater und Mutter
Der Vater von Quispe Sisa war Huayna Cápac. Der König hatte wie üblich mehrere Frauen, traditionellerweise eine Hauptfrau, die seine Schwester war. Die anderen Frauen waren meistens ebenfalls Verwandte oder Vertreterinnen des hohen Adels aus den Provinzen, die aus politischen Gründen ausgewählt wurden. Das traf auch auf Contarguacho zu, die Tochter und Erbin des lokalen Machthabers der Provinz Huaylas und Mutter von Quispe Sisa. Mit all diesen Frauen hatte Huayna Cápac um die 30 Kinder.
Als Huayna Cápac starb und der Erbfolgekrieg zwischen dessen Söhnen Atahualpa und Huáscar ausbrach, zog sich Contarguacho in ihre Heimatprovinz Huaylas zurück. Dort zog sie ihre Tochter auf und wurde zur Nachfolgerin ihres Vaters als Herrscherin über die Provinz, deren Bevölkerung etwa 60.000 Personen ausmachte. Von weiteren Unruhen im Rahmen des Erbfolgekriegs, aber auch aufgrund der spanischen Kolonisierungsbemühungen blieb sie weitgehend verschont, da sie aus geschickten taktischen Gründen sich bereits zu Beginn auf die Seiten der Neuankömmlinge stellte.

## Die Beziehung zu Francisco Pizarro
Francisco Pizarro stammte aus Trujillo in der Provinz Extremadura in Spanien. Er war uneheliches Kind einer Dienstmagd. Sein Vater gehörte dem niedrigen Adel an, war also ein Hidalgo. Während seiner ersten Jahre auf dem neuen Kontinent konnte er sich nach und nach in der Hierarchie der Eroberer herauf arbeiten und wurde zu einem innovativen und ehrgeizigen Konquistador. In zwei Erkundungsfahrten entdeckte er das Inka-Reich. Von der Krone erhielt er das Recht, dieses Land als Gouverneur zu verwalten.
In der Schlacht von Cajamarca im November 1532 gelang es Pizarro, den Sieger des Inka-internen Erbfolgekrieges, Atahualpa, gefangen zu nehmen. Um frei zu kommen, versprach Atahualpa den Spaniern einerseits das legendäre Zimmer voll Gold, andererseits versuchte er sie an die einheimische Elite zu binden, indem er u. a. Pizarro seine Schwester Quispe Sisa zur Frau anbot. Zum Zeitpunkt der Übergabe war Quispe Sisa vermutlich 14 oder 15 Jahre alt, während Pizarro 55 Jahre alt war. Mehr ist aber zu diesem Ereignis nicht bekannt. Für eine Frau mit dem Status von Quispe Sisa war es bereits von Anfang an festgeschrieben, dass sie mit einem nahen Verwandten oder zumindest aus politischen Überlegungen mit einem lokalen Machthaber verheiratet würde. Daher war die Tat ihres Bruders auch keine große Zäsur in ihrem Selbstverständnis. 

### Als Pizarros Geliebte
Quispe Sisa wurde Pizarros Geliebte und bekam den Namen „Doña Inés Yupanqui“. Als Inka-Adlige konnte sie ihren Adelstitel behalten. Sie bekam zwei Kinder von Pizarro, Francisca (* Dezember 1534), die später ihren Onkel Hernando Pizarro heiratete, und Gonzalo (* 1535), der noch als Kind starb. Francisco Pizarro war überglücklich über die Geburt seiner Tochter. Sie wurde feierlich in Jauja getauft, und Pizarro erreichte, dass seine uneheliche Tochter durch ein königliches Dekret legitimiert wurde.
Pizarro hatte das Land als Encomiendas an seine Mitconquistadoren verteilt. Für sich wählte er zusätzlich noch eine persönliche Encomienda, nämlich die Provinz Huaylas, in der Ines’ Mutter Contarguacho herrschte, die den Spaniern loyal gegenüberstand. Als 1536 der Aufstand des von Pizarro eingesetzte Inkakönigs Manco Cápac begann und Pizarro in Lima belagert wurde, bekam er Unterstützung durch Contarguacho.
Aus dem Testament Pizarros kennt man ein wenig dessen Besitzverhältnisse. Es wird auch ersichtlich, dass er in einem riesigen Haushalt gelebt haben muss, denn zu seinem Gefolge gehörten neben der Dienerschaft auch Männer, die sich um die Geschäfte Pizarros kümmerten. Auch Inés, die im selben Haushalt lebte, hatte ihre eigene Dienerschaft und pflegte eigene Kontakte, vor allem zu ihrer Mutter in der Provinz Huaylas.

## Die Beziehung zu Francisco de Ampuero

### Heirat mit Ampuero
Francisco de Ampuero stammte aus der Schicht der Hidalgos und ging nach Amerika u. a. deshalb, weil der Hauptteil des Familienerbes an seinen Bruder ging. Er war etwa im selben Alter wie Inés und wurde zunächst Page im Haus von Francisco Pizarro, was ein normaler Schritt im Leben eines jungen Edelmannes war. 
Pizarro, der mittlerweile mit Angelina Cuxirimay Ocllo, einer anderen Inka-Prinzessin, liiert war, verheiratete Inés mit Ampuero. Dies musste für Inés einen erheblichen gesellschaftlichen Abstieg bedeuten, während es für de Ampuero ein enormer Prestigegewinn war. Von Pizarro bekam Inés eine Mitgift, über die sie frei verfügen konnte, ohne dass ihr neuer Mann ihr dabei etwas absprechen konnte. Durch die Heirat wurde Inés zunächst von ihren Kindern getrennt, wobei sie vermutlich den Kontakt zu ihrer Tochter Francisca Pizarro nicht verlor.

### Der Haushalt und der Aufstieg de Ampueros
Inés hatte noch immer ihren eigenen Bedienstetenstab, während Francisco de Ampuero versuchte Reichtum anzuhäufen, indem er seine Encomienda nahe Lima verwaltete, die immerhin aus etwa 40 Dörfern mit etwa 8000 Menschen bestand und die unter anderem Arbeitskräfte auch für den Bau des Stadthauses zur Verfügung zu stellen hatte. Auch sonst war de Ampuero sehr ehrgeizig und geschäftstüchtig, er war auch 35 Jahre lang im Stadtrat engagiert und gehörte unumstritten zur kolonialen Führungsschicht. Vielleicht kommt dieser Aufstieg auch daher, weil er im Ansehen weit hinter seiner Frau zurückblieb und dies auszugleichen versuchte.

### Kampf um die Provinz Huaylas
Allgemein gelten Gerichtsakten und Zeugenbefragungen als die ausgiebigsten Quellen für die frühkoloniale Zeit. Inés selbst wurde oft über die Zugehörigkeit und über Verdienste von adligen Inka-Angehörigen befragt. Ein besonders lange dauernder Gerichtsfall war der Streit um die Encomienda Huaylas, die Francisco Pizarro in seinem Testament seiner Tochter Francisca vermachte, die ja die Enkelin von Contarguacho war. De Ampuero kämpfte dafür, dass Huaylas statt an Francisca an seine Frau Inés überschrieben wurde. Er forderte auch Ersatz und einen Anteil am Erbe von Huayna Cápac. Nichts davon wurde ihm oder seiner Frau zugesprochen.

### Ehestreit
Aus den Gerichtsakten geht zudem hervor, dass es im Hause de Ampuero zu nicht unerheblichen Streitereien zwischen den Partnern gekommen ist. Inés hatte sich demnach an eine Magierin gewendet und von dieser verlangt, dass ihr Mann sie nicht mehr schlecht behandeln soll und nicht mehr streiten soll. Ob Gewalt im Spiel war, wird nicht explizit erwähnt, wird aber als wahrscheinlich angesehen. Sie sagte dabei, er habe ihr ein schlechtes Leben bereitet und wolle nicht, dass sie irgendwo hingehe. Danach versuchte sie ihren Mann mittels der Magierin zu vergiften.
Ein Zeichen des Unmutes auf beiden Seiten ist auch die Tatsache, dass de Ampuero in seinem Testament Inés für unfähig erklärt, ihre Kinder zu erziehen, was etwas mit ihrer Vorstellung von Freiraum zu tun haben könnte, dies ist allerdings reine Spekulation. Auf einer Reise nach Spanien begleitete de Ampuero Inés’ Tochter Francisca, die danach in Spanien blieb und ihre Mutter nie wieder sah.

### Streit um die Mitgift
Als weiterer Höhepunkt des Streites muss der unrechtmäßige Verkauf von Inés’ Mitgift genannt werden. Mit Hilfe ihrer Söhne hat sich Inés vor Gericht auch erfolgreich dagegen gewehrt, denn sie hatte das alleinige Verfügungsrecht über diesen Besitz. Nichtsdestotrotz verkaufte Francisco ihre Güter weiter und ignorierte Gesetz und Gericht, indem er argumentierte, dass er mit dem Erlös den Haushalt finanziere. In diesem Streit erhielt Inés zunehmend Unterstützung von ihrem Sohn und ihren Schwiegerverwandten. Zu dieser Zeit, ca. 1564, war sie in den Mittvierzigern. Danach ist nicht mehr über sie bekannt, außer dass ihr Mann, der sie ein wenig überlebte, neben ihr bestattet wurde.

## Inés im Schmelztiegel der Kulturen

### Kontakt mit Verwandten
Anscheinend konnten sich zur Zeit der Inkas die adligen Frauen relativ frei bewegen und eigene gesellschaftliche Kontakte pflegen, beispielsweise mit Familienangehörigen. Trotz der Polygamie herrschten also keine Harem-artigen Verhältnisse. Die formellen Anlässe wurden von Männern und Frauen gemeinsam, aber auch getrennt durchgeführt. Solche Aussagen sind jedoch mit Vorsicht zu genießen, da über die Inkazeit selbst lediglich Vermutungen angestellt werden können.
Aus verschiedenen Zeugenaussagen ist ableitbar, dass Inés Yupanqui regen Kontakt mit Verwandten und Bekannten aus dem Inka-Adel pflegte und diese in ihrem Haus beherbergte, wenn sie bspw. aus Cusco kamen und in Lima etwas zu erledigen hatten. Auch der drittletzte unabhängige Inka-Herrscher Sayri Túpac wohnte wahrscheinlich bei ihr, als er zu Friedensverhandlungen nach Lima kam. Gemäß spanischem Ideal gingen vornehme Frauen zu Messen, hielten sich sonst aber immer in den eigenen Vier Wänden auf.

### Gerücht um eine Konkurrentin
Doña Inés war die rangmäßig höchste Frau Limas, was mit einem erheblichen Ansehen einherging. Es gibt eine Episode, die in mehreren Quellen erfasst ist, die besagt, dass eines Tages, als eine Schwester von Inés nach Lima kam, die angeblich die Tochter Huayna Cápacs mit dessen Hauptfrau war, diese nun höher im Rang stand als Inés. Diese wohnte im Haus von Pizarro und wurde anscheinend ermordet. Die Zeitgenossen tratschen über solche Geschehnisse und es gab Stimmen, die den Mord Inés Yupanqui zuschrieben.

### Vermutungen über die Lebensweise Doña Inés’
Kerstin Nowack versucht die spanisch-indianische Mischkultur nachzuvollziehen. Vermutlich sprach Doña Inés mit ihrer Dienerschaft Quechua und eventuell auch mit ihren Kindern, die ja allesamt Mestizen waren. Nowack vermutet auch, dass sie separat mit lokalen Zutaten bekocht wurde, während die Spanier schon bald ihre gewohnte europäische Speisekarte einführten. Auch die Kleidung der noblen Damen indianischer Abstammung war dem Inka-Schnitt nachempfunden, allerdings setzten sich bald die angenehmen Stoffe Samt und Seide durch.